# Поляков, Зорислав Николаевич
Зорислав Николаевич Поляков — советский хозяйственный, государственный и политический деятель.

## Биография
Родился в 1926 году в Угличе. Член КПСС.
Участник Великой Отечественной войны. С 1950 года — на хозяйственной, общественной и политической работе. В 1950—1997 гг. — студент химического факультета, на инженерных и хозяйственных должностях в химической промышленности СССР, генеральный директор Охтинского научно-производственного объединения «Пластополимер», заведующий лабораторией прогнозирования химического факультета МГУ имени М. В. Ломоносова.
За разработку высокопроизводительного процесса, оборудования и системы автоматизации производства полиэтилена высокого давления и создание промышленной технологической линии единичной мощности 50 тыс. тонн в год был в составе коллектива удостоен Государственной премии СССР в области техники 1976 года.
Умер в Москве в 1997 году.